# Ilulissat
Ilulissat (Ilulíssat avant 1973, anciennement Jacobshavn en danois) est une ville du Groenland, chef-lieu de la municipalité d'Avannaata. Avec ses 4 670 habitants en 2020, Ilulissat constitue la troisième ville du territoire après la capitale Nuuk et Sisimiut.
La ville d'Ilulissat est aussi connue pour abriter le fameux fjord d'où se jettent les icebergs parmi les plus imposants au monde, fjord classé au patrimoine mondial de l'UNESCO en 2004. D'ailleurs, Ilulissat signifie « icebergs » en groenlandais.

## Géographie

### Localisation
Ilulissat se situe sur la côte ouest du Groenland, dans la baie de Disko.

### Climat
Ilulissat a un climat polaire océanique. L'hiver y est plus rigoureux qu'à Nuuk, la capitale du Groenland, tandis que l'été y est un peu plus doux. Le climat est sec avec seulement 257 mm de précipitations par an, le mois le plus arrosé étant août.
| Mois                              | jan.  | fév.  | mars  | avril | mai  | juin | jui. | août | sep. | oct. | nov.  | déc. | année |
| --------------------------------- | ----- | ----- | ----- | ----- | ---- | ---- | ---- | ---- | ---- | ---- | ----- | ---- | ----- |
| Température minimale moyenne (°C) | −17   | −19,9 | −19,8 | −12,5 | −3,2 | 2,8  | 5,1  | 3,9  | 0    | −6   | −10,1 | −13  | −7,5  |
| Température moyenne (°C)          | −13,8 | −16,4 | −16   | −8,9  | −0,4 | 5,7  | 8    | 6,8  | 2,6  | −3,4 | −7,2  | −9,9 | −4,4  |
| Température maximale moyenne (°C) | −10,5 | −12,9 | −12,2 | −5,2  | 2,4  | 8,6  | 11   | 9,6  | 5,1  | −0,8 | −4,4  | −6,8 | −1,4  |
| Précipitations (mm)               | 14,2  | 10,6  | 15,2  | 22    | 19   | 23,6 | 14,4 | 43,2 | 25,2 | 21,5 | 23,7  | 20,1 | 251,9 |

### Transports
Ilulissat ne peut être joint que par la mer ou par les airs. La compagnie Air Greenland propose des vols réguliers au départ de l'aéroport d'Ilulissat. La compagnie maritime  Diskoline, fondée en 2004, relie Ilulissat  à Asiaat, Qeqertarsuaq, Oqaatsut, Qeqertaq, Saqqaq, Qasigiannguit, Kangaatsiaq, Kitsissuarsuit, Akunnaaq et Uummannaq.

## Histoire
Le site archéologique de Sermermiut est un des plus importants du Groenland. Il comporte des vestiges des cultures Saqqaq, Dorset et Thulé.
La région d'Ilulissat était une importante zone de chasse, nommée Nordrseta, pour les vikings entre le Xe siècle et l'arrivée des Inuits au XIIIe siècle.
Avant l'arrivée des Européens au XVIIe siècle, Sermermiut était un important campement inuit d'environ 250 âmes.
La ville moderne fut bâtie par des missionnaires en 1741 sous le nom de Jakobshavn (du fondateur Jakob Severin) et a notamment fondé sa prospérité sur la chasse à la baleine et la production d'huile de baleine.
Ilulissat constitue une municipalité à part entière avant le 1er janvier 2009, quand elle fusionne avec sept autres localités pour former la nouvelle municipalité de Qaasuitsup dont elle devient le chef-lieu. Enfin depuis le 1er janvier 2018, elle fait partie de la nouvelle municipalité d'Avannaata dont elle est également le chef-lieu.

## Sport
N-48 et I-69, les clubs de football locaux.

## Jumelage
- Tasiilaq (Groenland) depuis 1992

## Personnalités
- Knud Rasmussen, explorateur polaire dont la maison d'enfance est devenue un musée qui lui est consacré.
- Juliane Henningsen, femme politique et entrepreneure du Groenland, née à Ilulissat

## Galerie

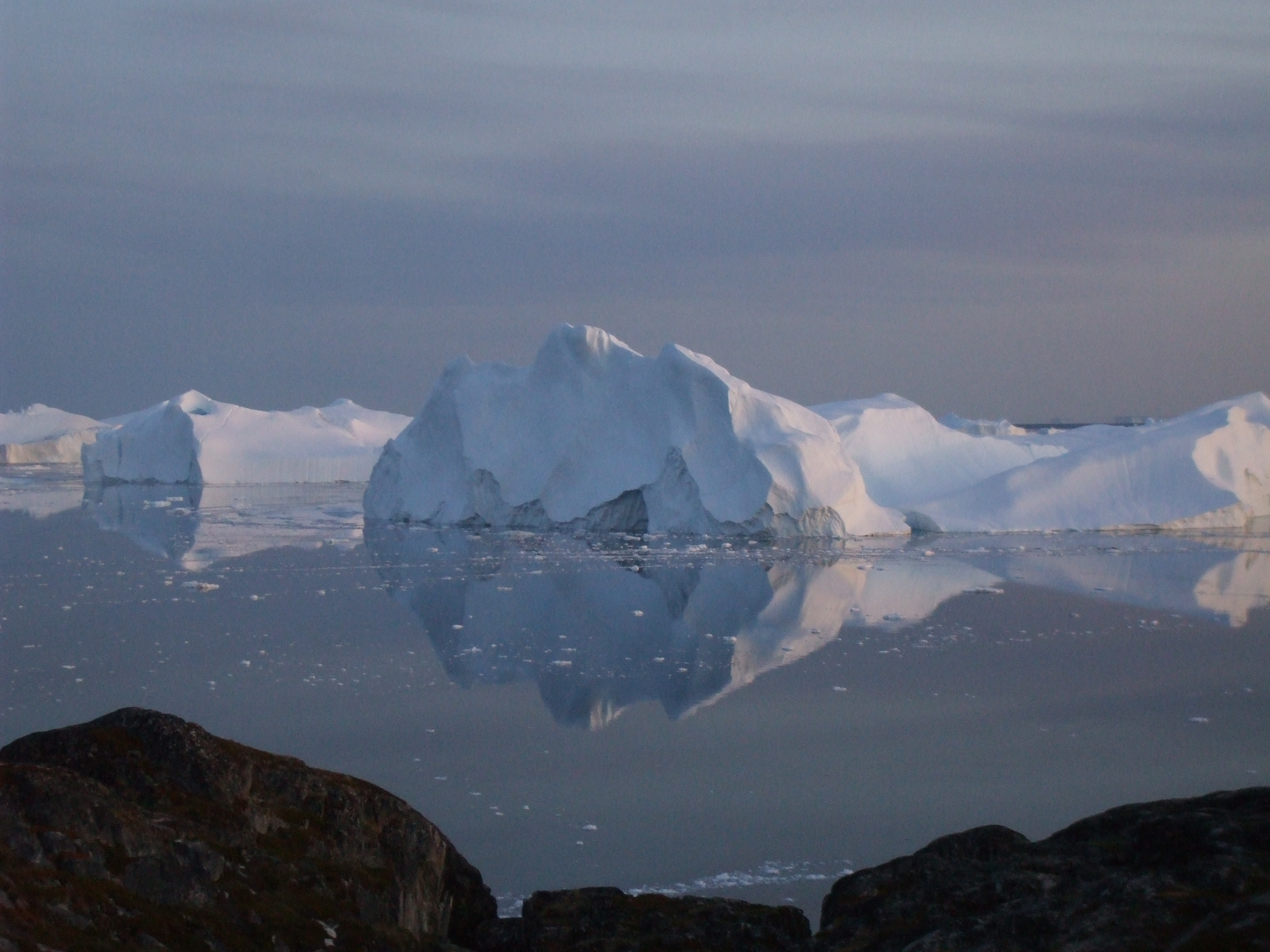
Icebergs géants du Fjord d'Ilulissat, classé au Patrimoine Mondial de l'UNESCO
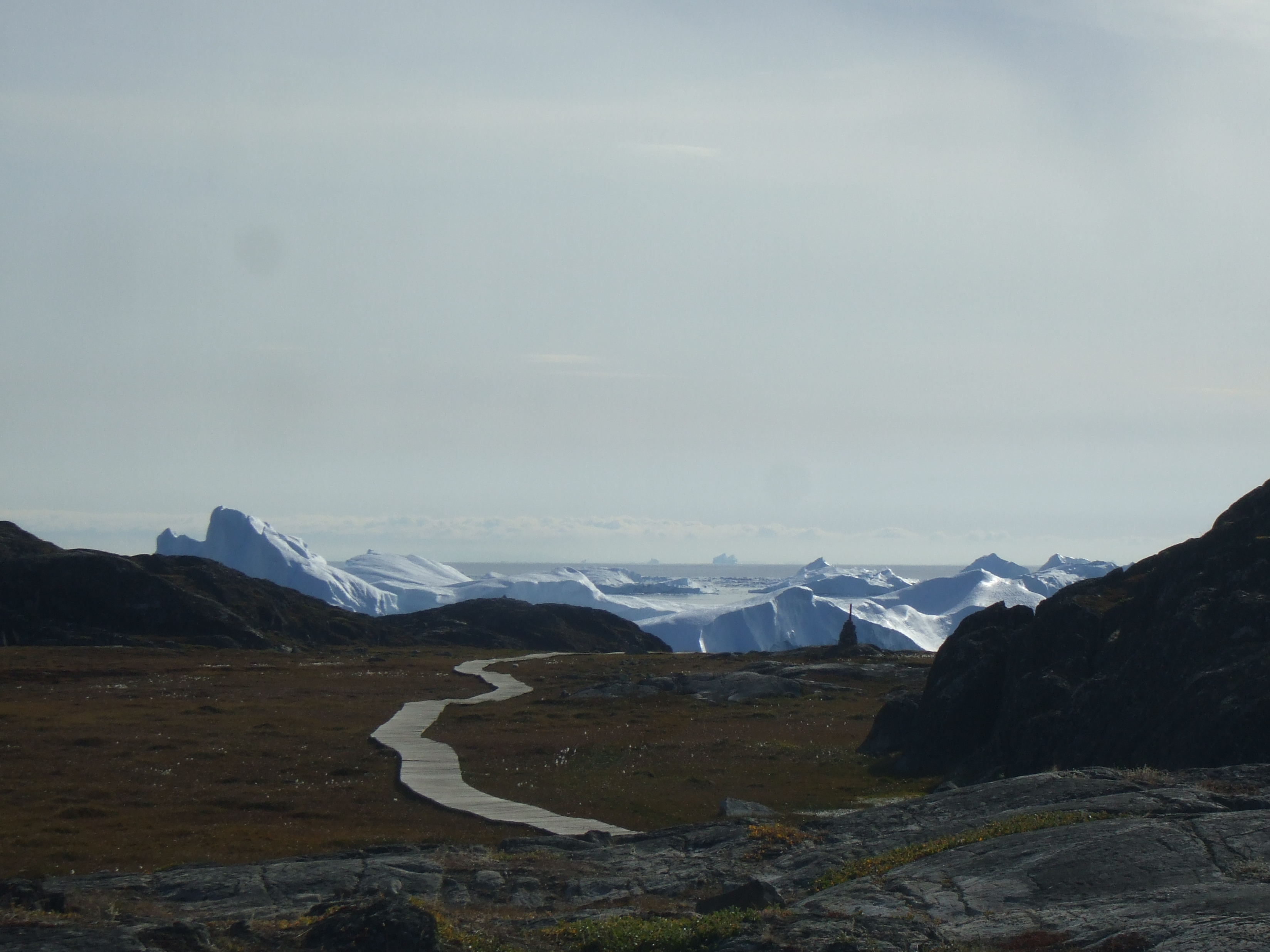
Icebergs depuis le chemin menant au point d'observation du Fjord, dans la zone classée
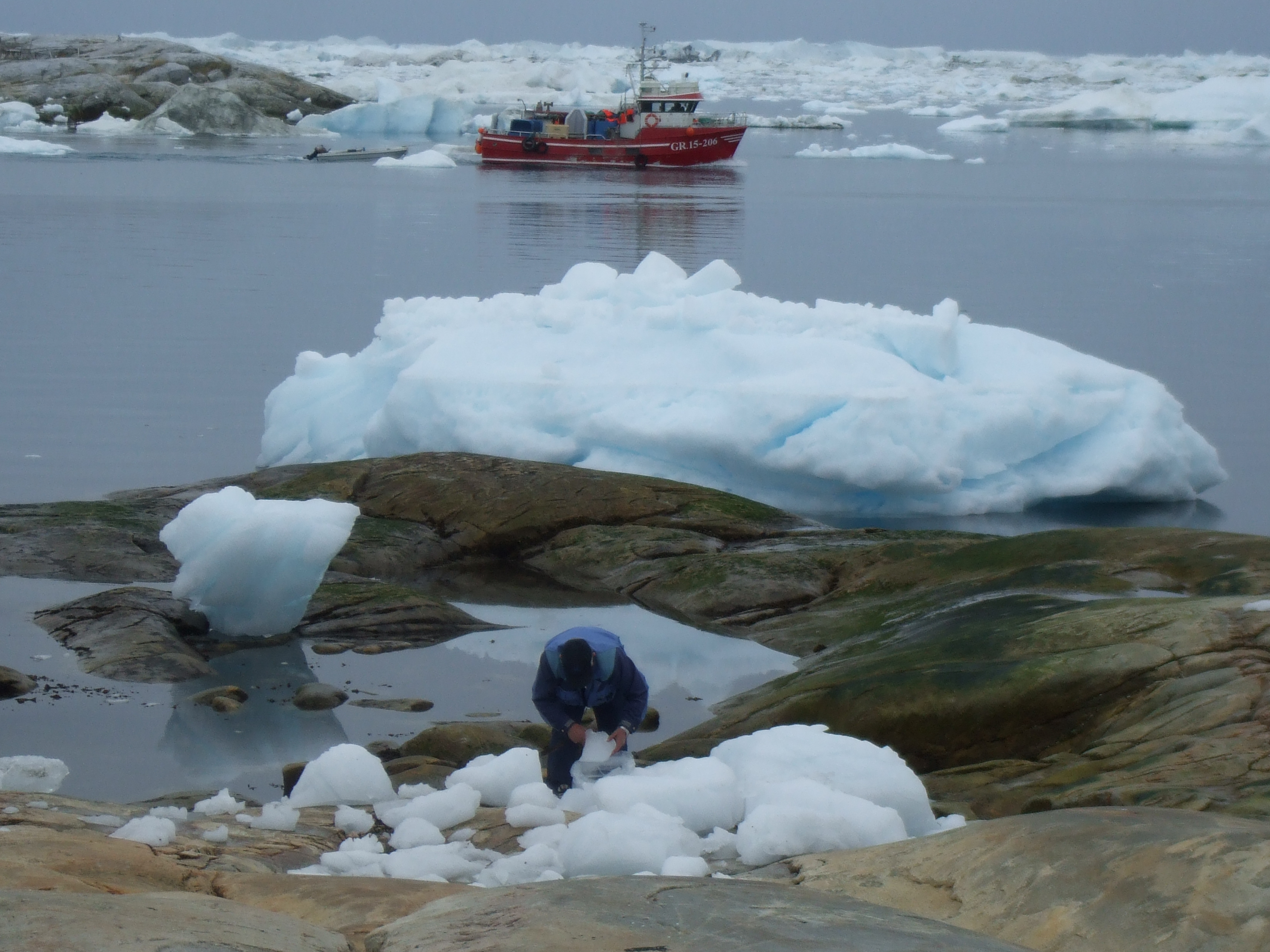
Les travailleurs (cuisiniers, etc.) n'ont qu'à se baisser pour ramasser de la glace pure
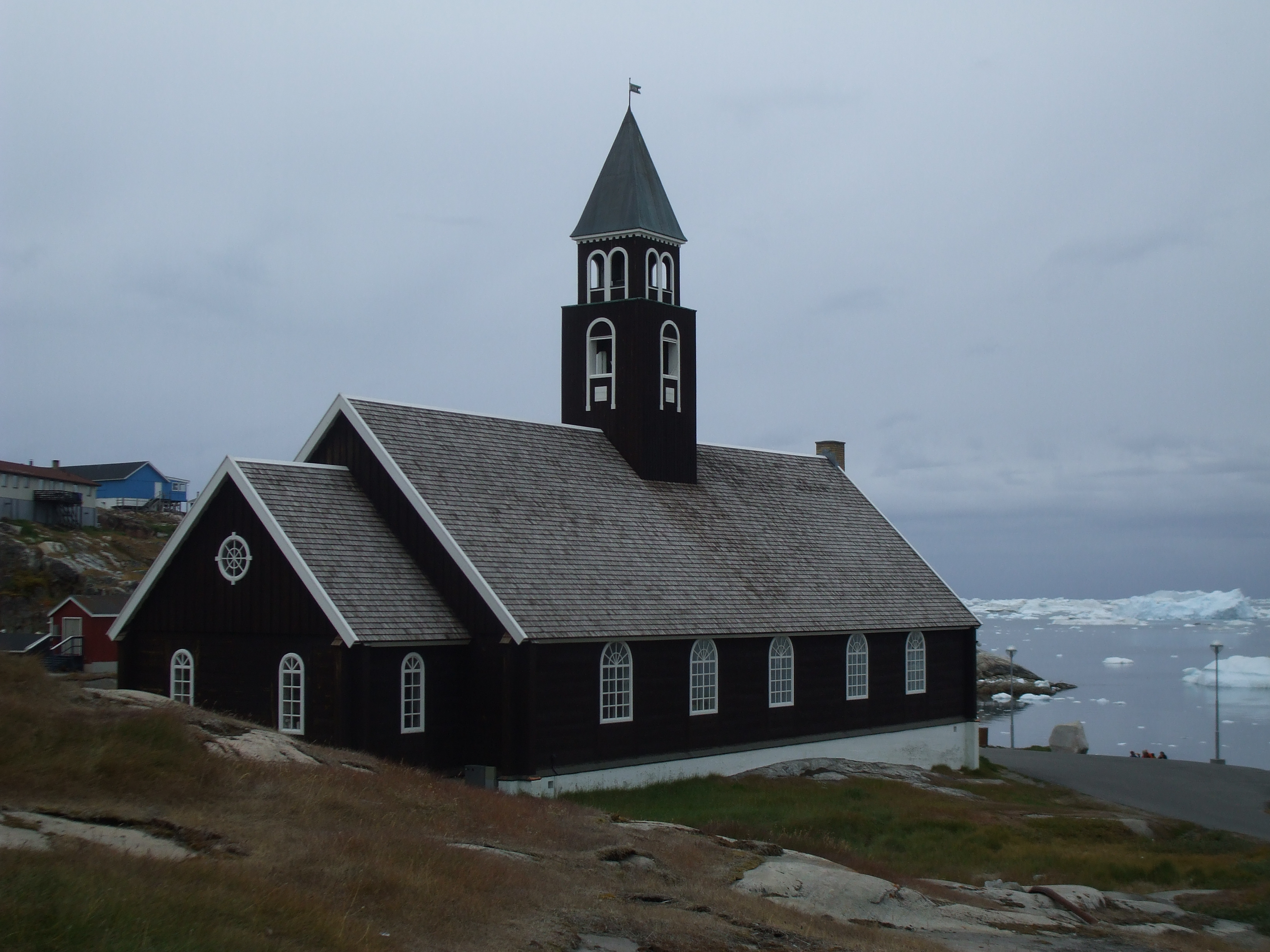
Église, près du port d'Ilulissat
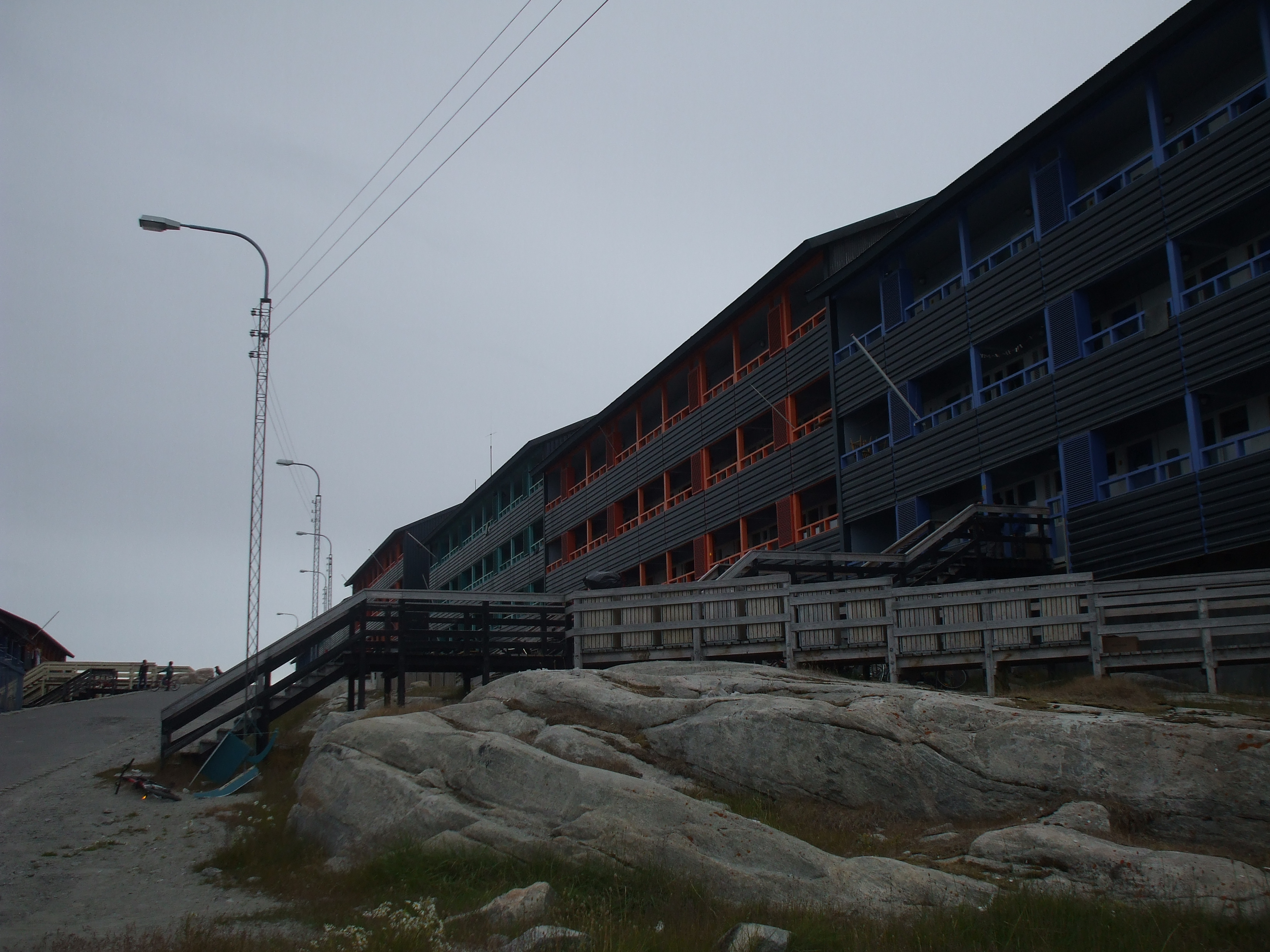
Habitations sociales d'Ilulissat
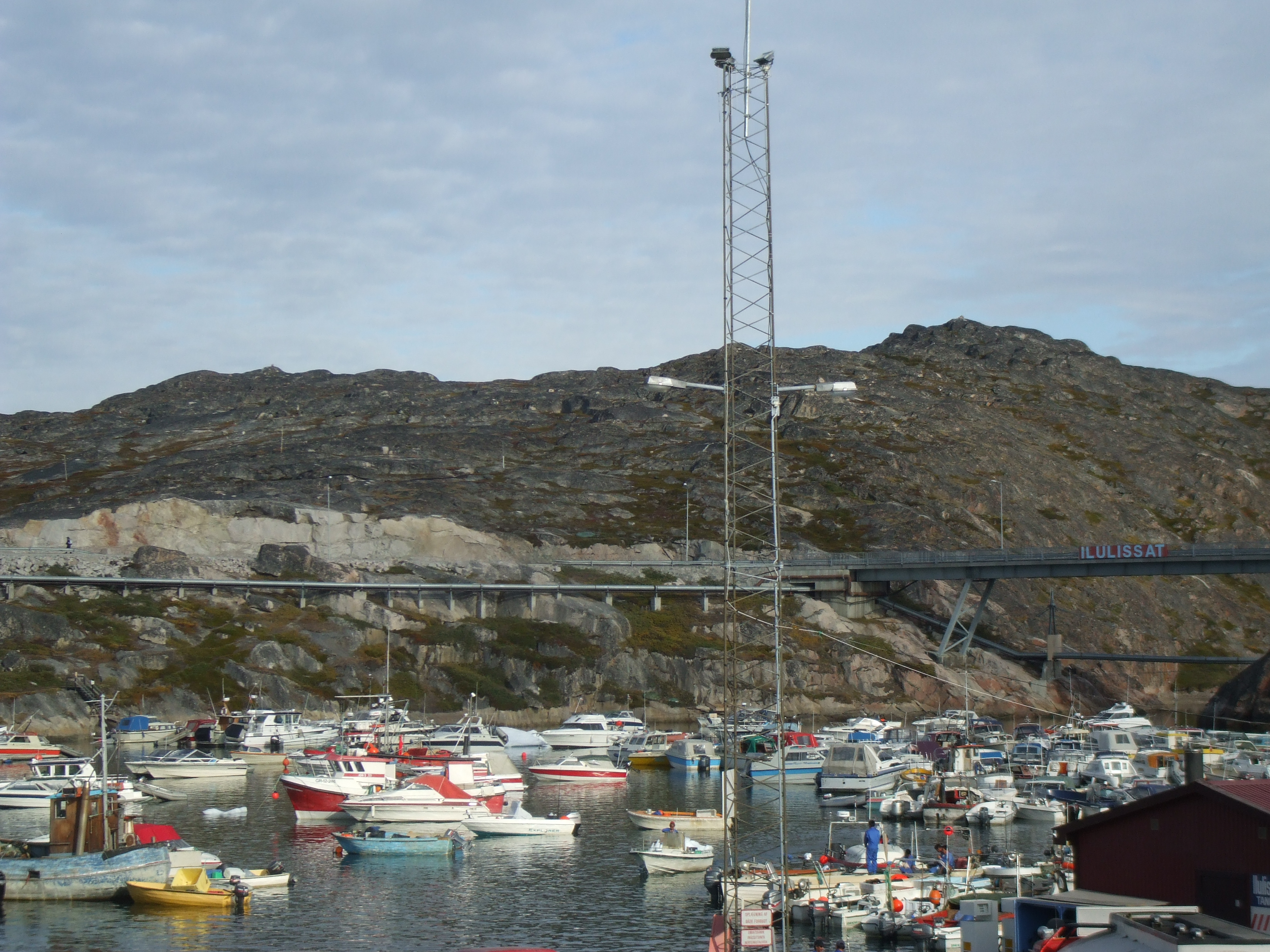
Autre vue du port d'Ilulissat